# Магнитогорск
Магнитогорск (на руски: Магнитогóрск) е миньорски и промишлен град в Челябинска област, Русия. Населението му през 2017 година е 416 521 души.

## География
Разположен е в подножието на планината Магнитная по източните склонове на Южен Урал и от 2-те страни на река Урал, чийто десен бряг е в Европа, а левият е в Азия.
Железодобивните и стоманодобивните мощности на града са сред най-големите в Русия.
Градът е в часовата зона на Екатеринбург. Пощенският му код е 455000, а международният телефонен код – +7 (3519).

## История
Бързото развитие на Магнитогорск се дължи преди всичко на петилетните планове на Йосиф Сталин от 30-те години на 20 век, когато градът се сочи за образец на съветските постижения. Огромните залежи на желязна руда в околностите го превръщат в първостепенна цел при строителството на стоманодобивни производствени мощности. Същевременно голяма част от работната сила, бивши селскостопански работници, имат малко умения и опит. За решаването на този проблем пристигат няколко хиляди чуждестранни специалисти да организират работата.

### Бурно развитие
Според оригиналните планове строителството на Магнитогорск е вдъхновено от Питсбърг, Пенсилвания във времето, когато градът е най-значимият металургичен център на Съединените американски щати.
Придържало се е към линейна планировка, с редове от подобни квартали в съседство, разстлани по паралел до фабриката, от която се отделят чрез ивица зелен пояс. Проектантите подреждат в права линия жилищните и производствените райони, така че да се минимизира необходимото време за път. Работниците общо взето живеят в участък от жилищен пояс до индустриалната зона, в който работят.
Когато главният проектант на новия град, немският архитект Ернст Мей, завършва плановете на Магнитогорск изграждането на фабриките и жилищата вече е започнало. Разпростиращите се производства и огромните пречистващи езера оставят малки пространства, подходящи за развитие. Мей е принуден да препроектира, разшири и измени строителните парцели. Измененията резултират в град с повече нанизообразна, отколкото линейна форма. Въпреки че индустриалният район е съсредоточен на левия бряг на река Урал, а по-голямата част от жилищните комплекси са отделени на десния бряг, жителите на града все още са подложени на вреден дим и заводски пушек.

### По-късни години
Градът изиграва важна роля през Втората световна война.
Годините след перестройката довеждат до значителни промени в живота на града. Крупният Магнитогорски металургичен комбинат (ММК) е реорганизиран в акционерно дружество. С изчерпването на основните залежи от желязна руда ММК е принуден да внася суровини от Соколовско-Сарбайските залежи в Северен Казахстан.
Комбинатът подпомага възстановяването на железопътния транспорт и сградата на новото летище.

## Население
Според преброяването на населението от 2002 година Магнитогорск има 418 545 жители, за разлика от 1989 година, когато е наброявал 440 321 жители. Това е вторият по големина град в Русия, който не е административен център на федерален субект – република, край, област и др.

### Образование
Има 3 висши училища:
- Магнитогорски държавен технически университет,
- Магнитогорски държавен университет,
- Магнитогорска държавна консерватория.

### Култура
Има също и 3 театъра:
- Магнитогорски драматичен театър „Пушкин“ (най-старият в града),
- Магнитогорски театър за опера и балет,
- Магнитогорски театър на куклата и актьора Буратино.

### Спорт
В околностите на града е разположен ски центърът Абзаково, изграден от Магнитогорския металургичен комбинат.
„Металург“ е хокейният клуб от града, играещ в Руската хокейна суперлига.

### Здраве
Институтът „Блексмит“ в свой обзор включва Магнитогорск в списъка на 25-те най-замърсени градове. Източниците на замърсяванията включват олово, серен диоксид, твърди метали и други вредни вещества.
Според местна болница само 1% от всички деца, живеещи в града, са в добро здраве. Местна преса посочва, че 72% от децата, родени в града, са болни, докато само 27% са здравите майки.